# Inola subtilis
Inola subtilis is een spinnensoort in de taxonomische indeling van de kraamwebspinnen (Pisauridae).
Het dier behoort tot het geslacht Inola. De wetenschappelijke naam van de soort werd voor het eerst geldig gepubliceerd in 1982 door Hugh Davies.
De soort komt alleen voor in Queensland.